# Gynostemma
Gynostemma – rodzaj roślin z rodziny dyniowatych (Cucurbitaceae). Obejmuje 16 gatunków. Zasięg rodzaju obejmuje rozległe obszary Azji południowo-wschodniej od Indii po Japonię i Nową Gwineę. Centrum zróżnicowania stanowią Chiny, gdzie rośnie 14 gatunków, z czego 9 to endemity tego kraju. Rośliny te rosną zwykle w miejscach wilgotnych w lasach, zaroślach i na łąkach.
G. pentaphyllum wykorzystywana jest jako roślina lecznicza, m.in. w przypadku choroby wysokościowej.

## Morfologia
PokrójDrewniejące liany i niewielkie rośliny zielne, z lub bez bulw powstających w szyi korzeniowej. Pędy bywają nagie lub owłosione. Wąsy czepne zwykle rozwidlone na końcu, rzadziej pojedyncze.
LiścieSkrętoległe, dłoniasto złożone z 3–9 listków, rzadko pojedyncze. Listki jajowato-lancetowate o brzegach ząbkowanych.
KwiatyRozdzielnopłciowe – żeńskie i męskie w osobnych kwiatostanach powstają na tych samych roślinach (dwupiennych) rzadziej na różnych (jednopiennych). Kwiatostany męskie są wiechowate lub groniaste, a kwiaty żeńskie wyrastają w pęczkach.  Okwiat jest podobny w kwiatach żeńskich i męskich. Dno kwiatowe zredukowane do talerzykowatego rozszerzenia z 5 trójkątnymi lub lancetowatymi działkami kielicha. Płatki korony są lancetowato wydłużone, białawe lub zielonkawe. W kwiatach męskich pręcików jest 5, z krótkimi nitkami, z wyprostowanymi, jajowatymi pylnikami. Nie występuje nawet szczątkowy słupek. W kwiatach żeńskich obecne są prątniczki oraz słupek składający się z kulistawej 2–5-komorowej zalążni zwieńczonej trzema krótkimi szyjkami (rzadziej inną ich liczbą od 2 do 5) zakończonymi pojedynczymi lub dwoma znamionami.
OwoceKulistawe jagody o rozmiarze nasion grochu lub torebki otwierające się trzema klapami. Nasiona są w liczbie od jednego do 5, szerokojajowate, spłaszczone, nieoskrzydlone lub z bardzo wąskim skrzydełkiem.

## Systematyka
Pozycja systematyczna
Rodzaj z plemienia Gomphogyneae  z rodziny dyniowatych Cucurbitaceae.
Wykaz gatunków
- Gynostemma aggregatum C.Y.Wu & S.K.Chen
- Gynostemma cardiospermum Cogn. ex Oliv.
- Gynostemma caulopterum S.Z.He
- Gynostemma compressum X.X.Chen & D.R.Liang
- Gynostemma guangxiense X.X.Chen & D.H.Qin
- Gynostemma intermedium W.J.de Wilde & Duyfjes
- Gynostemma laxiflorum C.Y.Wu & S.K.Chen
- Gynostemma longipes C.Y.Wu
- Gynostemma microspermum C.Y.Wu & S.K.Chen
- Gynostemma pallidinerve Z.Zhang
- Gynostemma papuanum W.J.de Wilde & Duyfjes
- Gynostemma pentagynum Z.P.Wang
- Gynostemma pentaphyllum (Thunb.) Makino
- Gynostemma pubescens (Gagnep.) C.Y.Wu
- Gynostemma yixingense (Z.P.Wang & Q.Z.Xie) C.Y.Wu & S.K.Chen
- Gynostemma zhejiangense X.J.Xue